# Rutelinae
Rutelinae MacLeay, 1819 è una sottofamiglia di coleotteri appartenenti alla famiglia Scarabaeidae.

## Descrizione

### Adulto
Sono coleotteri di medie dimensioni, infatti le specie più grandi non arrivano mai a misurare oltre i 4 cm di lunghezza. Si distinguono dagli altri coleotteri per gli splendidi colori. Una sottofamiglia molto simile ai Rutelinae è quella dei Cetoniinae, infatti anch'essi presentano colori sgargianti e brillanti. I Rutelinae, però a differenza dei cetoniiae quando volano non tengono le elitre distese lungo il torace, ma li aprono normalmente come solitamente fanno tutti i coleotteri in grado di volare. Alcune specie, come Paraheterosternus ludeckei e Heterosternus oberthuri presentano degli arti posteriori molto sviluppati.

### Larva
Sono della classica forma a "C" con il capo e le tre paia di zampe. Lungo i fianchi presentano una serie di stigmi attraverso cui raccolgono l'ossigeno dall'acqua e dall'aria che filtra nel terreno.

## Biologia

### Comportamento
Le larve escono mediamente dopo 10 giorni dalla deposizione. Lo stadio larvale dura in media 2 anni e termina con la pupa, ovvero lo stadio immediatamente precedente a quello adulto. Gli adulti escono a primavera, hanno una vita relativamente lunga che può arrivare fino a 2 anni. Le abitudini variano a seconda della specie presa in esame.

### Alimentazione
Si nutrono della materia organica in decomposizione nel terreno. Molte specie visitano i fiori in cerca di nettare.

## Distribuzione e habitat
Le specie sono presenti in tutta l'America, fatta eccezione per il Cile. Sono inoltre presenti in Europa, Asia e Africa.

## Tassonomia
La sottofamiglia comprende le seguenti tribù:
- Adoretini Burmeister, 1844
- Alvarengiini Frey, 1975
- Anatistini Lacordaire, 1856
- Anomalini Streubel, 1839 (nomen protectum)
- Anoplognathini MacLeay, 1819
- Geniatini Burmeister, 1844
- Rutelini MacLeay, 1819

### Alcune specie

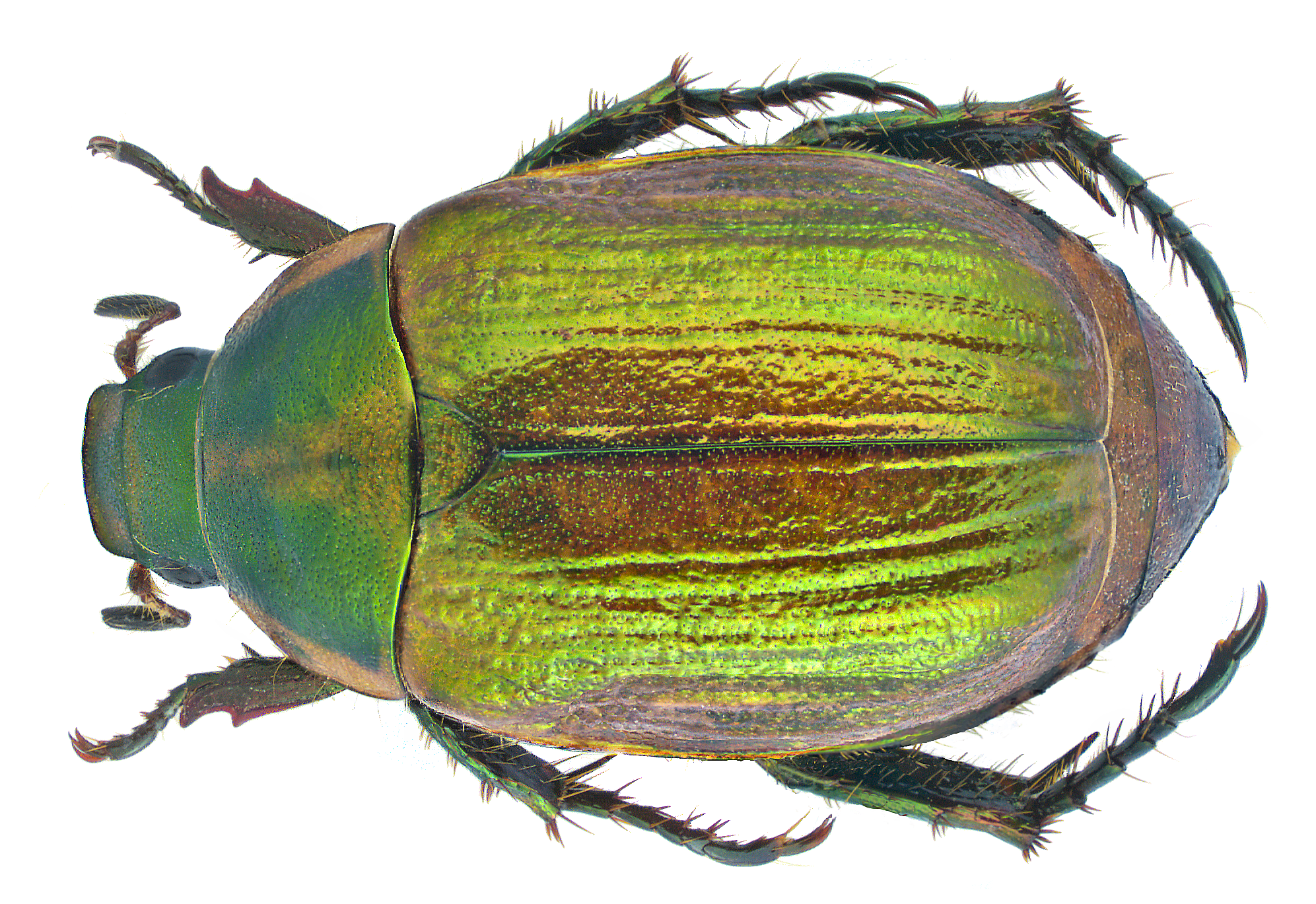
Anomala dubia (Anomalini)
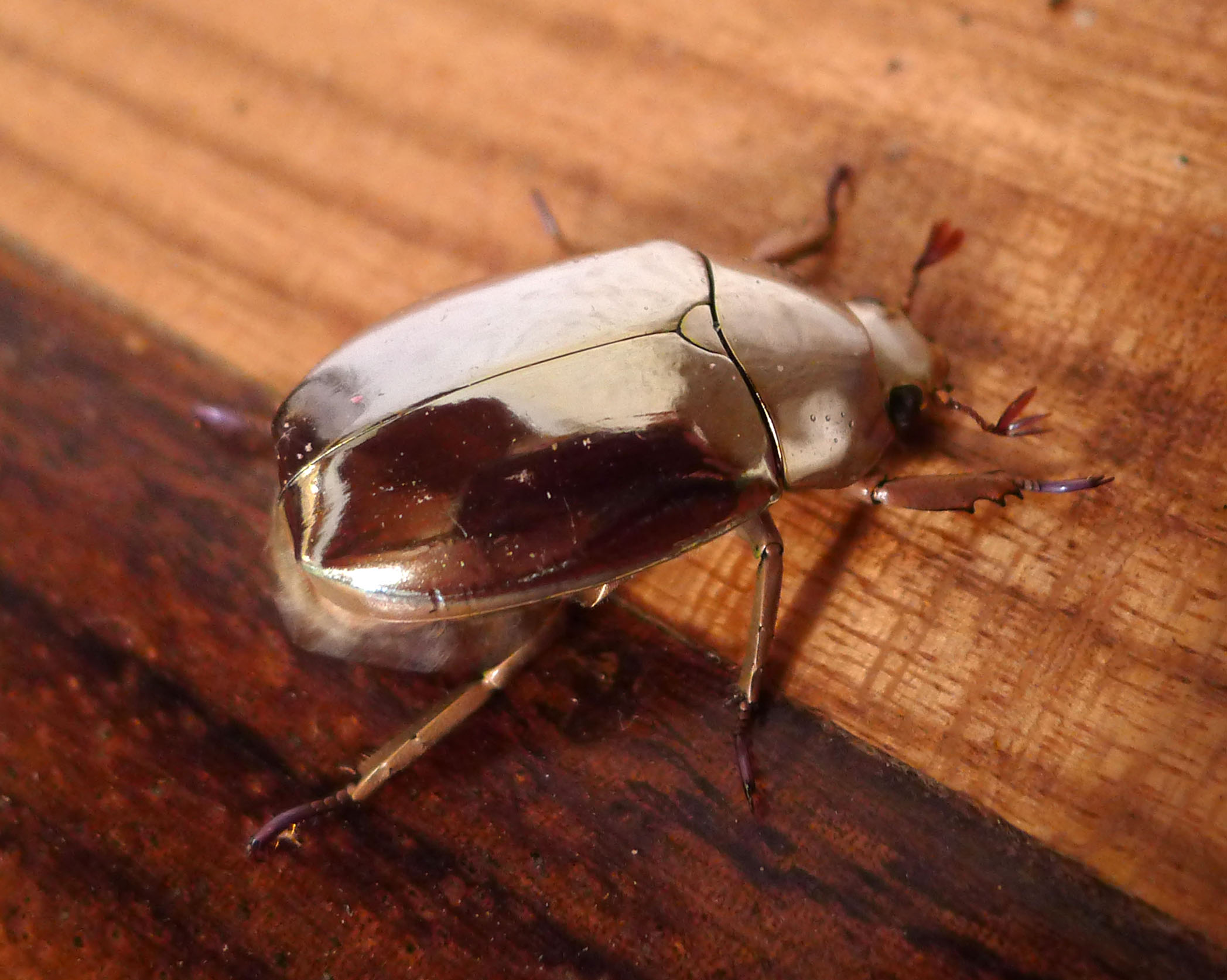
Chrysina resplendens (Rutelini)
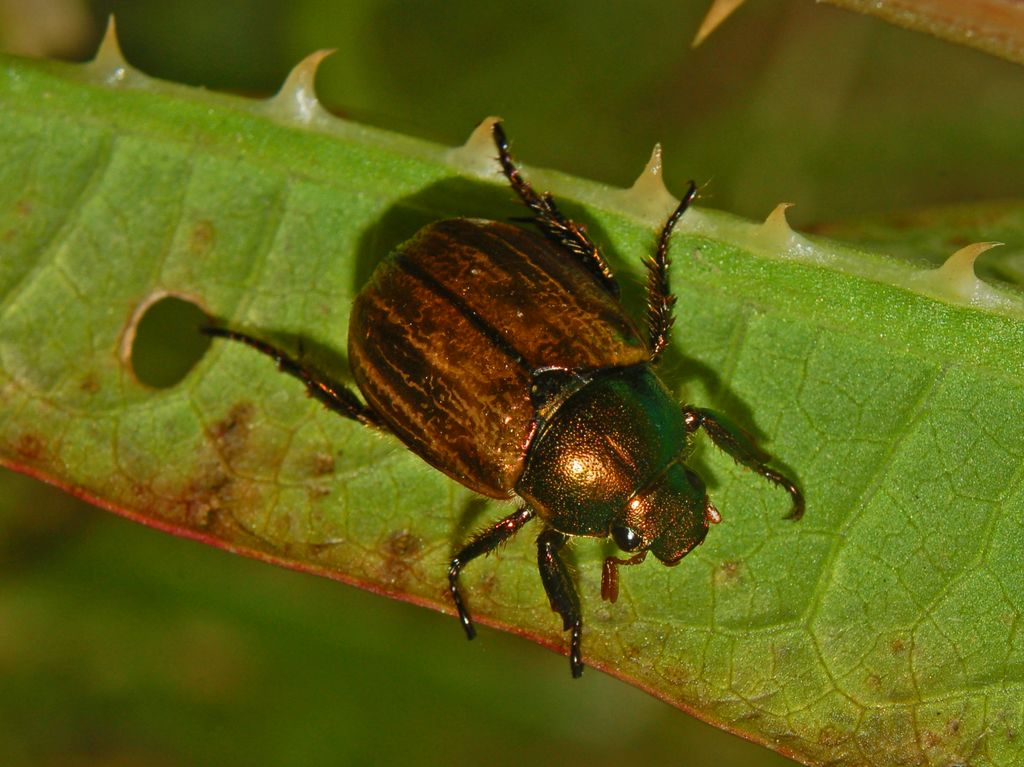
Mimela junii (Anomalini)
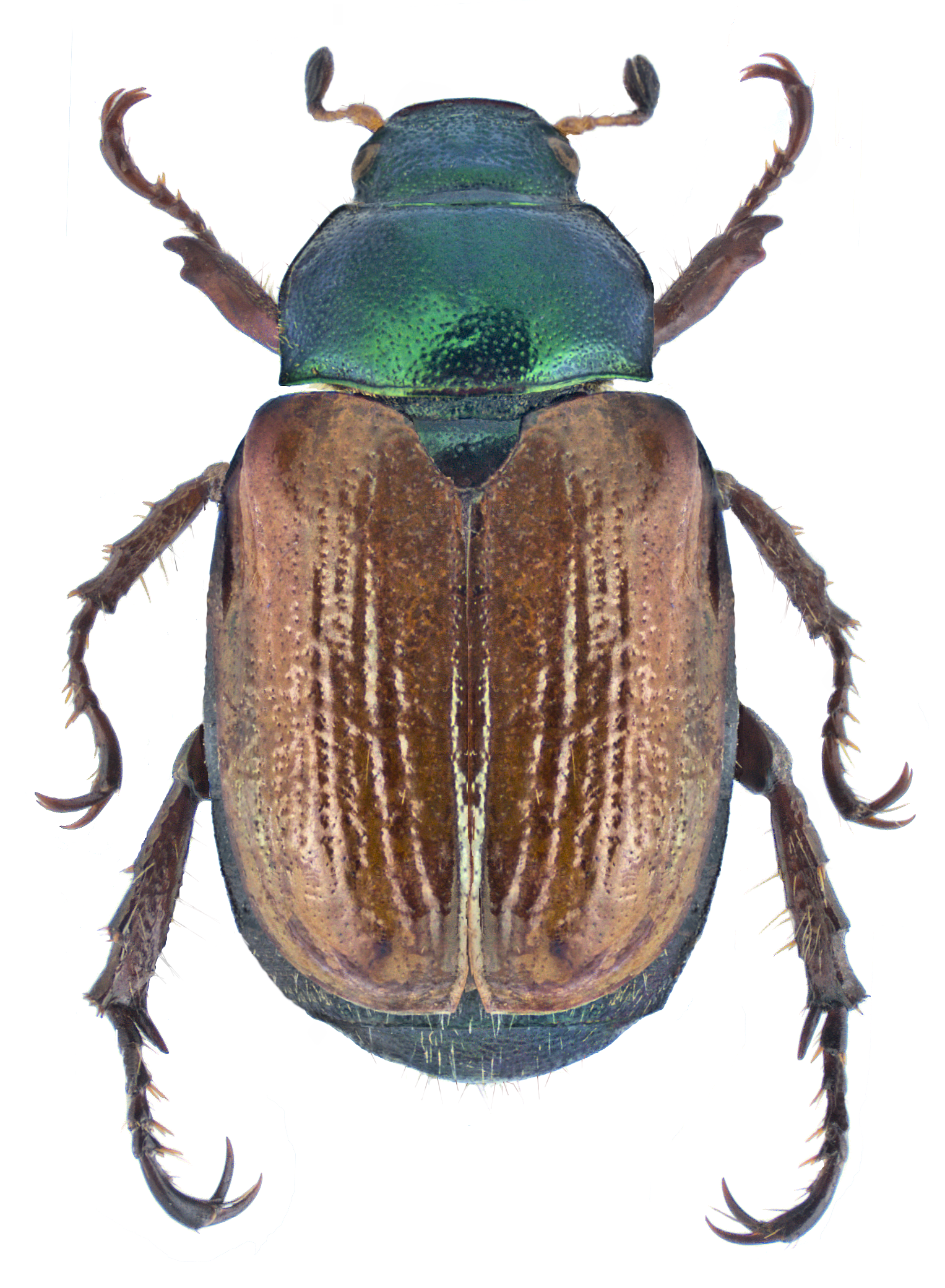
Phyllopertha horticola (Anomalini)